# Sad Satan

Sad Satan era un joc de PC construït amb Terror Engine, que es va fer conegut per primera vegada al canal de YouTube Obscure Horror Corner el 25 de juny de 2015.
Després de les revisions inicials, el vídeo del canal del joc va ser recollit per diverses publicacions en anglès i, més tard, internacionalment. El creador del joc suposadament era un home de Lubbock (Texas) anomenat Gary Graves.

## Història
En una entrevista amb Kotaku, el propietari del canal, identificat com "Jamie", va afirmar haver descarregat el joc des d'un servei ocult de Tor després de rebre un suggeriment d'un subscriptor anònim. Al seu torn, el subscriptor afirmava haver trobat l'enllaç a través d'un fòrum d'⁣Internet profunda, d'un usuari només conegut com a "ZK". Inicialment, alguns seguidors es mostraven escèptics amb el joc, tement que pogués contenir gore o pornografia infantil. Tanmateix, el propietari d'Oscure Horror Corner va compartir que el joc no havia contingut cap material d'aquest tipus.
Després de l'entrevista de Kotaku, el subreddit "/r/sadsatan" es va formar a Reddit per parlar del joc i ràpidament es va adonar que l'adreça .onion proporcionada per Obscure Horror Corner contenia caràcters "no vàlids". Tres dies després, una altra entrevista amb el propietari d'Oscure Horror Corner va aparèixer a Kotaku afirmant que l'enllaç s'havia donat intencionadament per error, ja que el mateix joc, de fet, contenia el material gràfic que anteriorment s'havia negat, i el propietari del canal d'Oscure Horror Corner no volia ser responsable de la difusió d'aquest material. En una actualització de l'article de Kotaku, l'entrevistadora original Patricia Hernandez va declarar:
| « | (anglès) I should have presented the tale of its discovery with more skepticism. I apologize for that. While the original article admits that the game exists in a more mythical state than a tangible one, it could have gone farther to make clear what was concrete about Jamie's tale and what wasn't. | (català) Hauria d'haver presentat la història del seu descobriment amb més escepticisme. Demano disculpes per això. Tot i que l'article original admet que el joc existeix en un estat més mític que no pas tangible, podria haver anat més lluny per deixar clar què era concret sobre la història de Jamie i què no. | » |
| — | | |   |

Minuts abans de l'actualització, algú que afirmava ser ZK va publicar una nova versió del joc a 4chan, afirmant que Obscure Horror Corner no havia estat mostrant als seus espectadors el "vertader" Sad Satan. Els membres de la comunitat 4chan van descarregar aquesta versió del joc i van intentar jugar-hi. Alguns usuaris es van queixar que els seus ordinadors van començar a funcionar lentament, i alguns fins i tot van informar que els seus ordinadors no responien completament mentre intentaven executar el joc. Alguns usuaris fins i tot van informar que els seus ordinadors ja no s'encendrien després d'executar aquesta versió del joc. Un usuari de Reddit va intentar jugar el joc des d'un USB en directe en lloc del disc dur principal del seu ordinador. Més tard, quan aquest usuari va intentar arrencar el seu ordinador, l'ordinador no va poder arrencar amb normalitat. Aquesta versió del joc, anomenada el "clon" per la majoria de la comunitat /r/sadsatan, contenia imatges de sang violentes i pornografia infantil, algunes de les quals eren accessibles directament des de la pantalla del títol, donant lloc a una altra versió del joc amb aquesta versió del material gràfic eliminat (que sovint s'anomena la versió "neta") sent creada per usuaris de Reddit i posteriorment redistribuïda.
El 2017, un home de Lubbock, Texas, anomenat Gary Graves, va ser arrestat per possessió de pornografia infantil. Havia dirigit un canal de YouTube Scarebere que havia publicat un vídeo titulat Sad Sad Satan. El canal de YouTube en qüestió es podia resseguir fins a un usuari de Reddit que es va crear 4 dies abans que la publicació que contenia l'enllaç al "clon" publicat a 4chan; el compte de Reddit que va crear va ser ScarebereZK. Un altre vídeo trobat al canal també mostrava un home de mitjana edat; els crèdits del vídeo el van identificar com a Gary Graves. L'home del vídeo és idèntic a un altre Gary trobat al registre criminal de Lubbock del 2017, cosa que va fer suposar que Gary era realment el creador i el publicador del joc "clon".

### Especulació
Sad Satan va ser l'últim joc cobert per Obscure Horror Corner, i des de llavors, el canal de YouTube ha estat abandonat per motius desconeguts. S'ha especulat que el joc va ser creat pel propietari d'Oscure Horror Corner en un esforç per augmentar el nombre de subscripcions dels espectadors i que la història de Deep Web es va fabricar per donar més intriga a tot el compte. Alguns creuen que Obscure Horror Corner també va crear el clon per intentar donar credibilitat a l'afirmació que en realitat hi havia gore i pornografia infantil al joc.
També és possible que Sad Satan no fos creat pel propietari d'Oscure Horror Corner, i que, en realitat, el propietari del canal va decidir amagar-se a causa de tota la polèmica després del llançament de la versió de programari maliciós de Sad Satan.
Altres també especulen que ZK i el propietari d'Oscure Horror Corner són el mateix individu.

## Contingut
El joc original publicat per Obscure Horror Corner inclou caminar per passadissos monocromàtics mentre es reprodueixen diverses mostres d'àudio una sobre l'altra. L'àudio del joc es basa molt en enregistraments d'entrevistes amb diversos assassins, com ara Charles Manson. El joc també depèn en gran manera de l'àudio distorsionat o invertit d'aquestes entrevistes o clips musicals, com ara la cançó I love Beijing Tiananmen, que sona al principi. També es poden escoltar clips invertits de l'emissora de números Swedish Rhapsody. També es pot escoltar la interpretació de "Alabama Song" de The Doors, començant pel vers "Show me the way to the next little girl" (en català "Mostra'm el camí a la propera nena").
Mentre el jugador controla el seu personatge pels passadissos, les imatges poden mostrar-se de manera intermitent, ocupant tota la pantalla i impedint que el jugador avanci més fins que la imatge es tanqui automàticament uns segons després. La majoria de les imatges semblen fer referència al maltractament infantil, especialment a persones acusades a l'Operació Yewtree, com ara imatges de Jimmy Savile i Rolf Harris. Altres imatges giren al voltant del crim i inclouen persones condemnades o acusades d'assassinat, com ara l'assassí infantil japonès, el caníbal, el violador i el necròfil Tsutomu Miyazaki. També s'hi inclouen fotografies d'estàtues de Lady Justice, del futbolista colombià Andrés Escobar i de personalitats polítiques com l'exprimera ministra del Regne Unit Margaret Thatcher i l'assassinat del president nord-americà John F. Kennedy. També es van incloure obres de Roger Ballen i Walter Sanders.
A la versió "True" de 4chan, que és un joc completament diferent del que es mostra a YouTube, també es mostren imatges de víctimes d'accidents i assassinats, incloses les conseqüències d'una persona atropellada per un camió i una decapitació. A més, almenys una versió del joc conté una imatge relacionada amb el cas de Corinne Danielle Motley, una dona de Florida que va ser detinguda per produir pornografia infantil, la imatge és una captura de pantalla d'un vídeo que va provocar la seva detenció.
Aquesta versió en particular també contenia un virus que va causar una àmplia gamma d'efectes negatius, des de provocar que l'ordinador infectat es tornés lent fins a un apagat permanent, un cop executat l'executable. Els únics altres "personatges" del joc són nens que simplement estan en un lloc i no es mouen ni interactuen amb el jugador. Al vídeo final publicat per Obscure Horror Corner, un d'aquests nens comença a seguir el jugador, causant "danys de contacte". Com que el jugador no té cap mitjà d'autodefensa ni cap habilitat per curar danys, el jugador morirà inevitablement en aquest punt del joc.